# 제2회 부산독립영화제
제2회 부산독립영화제는 2000년 12월 4일에 열린 시상식이다.

## 수상 및 후보

### 공식상영작
- 팬지와 담쟁이 - 계운경
- 사막 - 하성실 외1명
- 이발사 - 김효관
- 시선 - 박지원
- 범일동 블루스 - 김희진